# Chierici di San Viatore
I Chierici di San Viatore (in latino Congregatio Clericorum Parochialium seu Catechistarum S. Viatoris) sono un istituto religioso maschile di diritto pontificio: i membri di questa congregazione clericale, detti popolarmente Viatoriani, pospongono al loro nome la sigla C.S.V.

## Storia
La congregazione venne fondata dal sacerdote francese Louis-Marie Querbes (1793-1859): parroco di Vourles, presso Lione, per far fronte alla carenza di catechisti dopo la Rivoluzione francese, il 10 gennaio 1830 istituì la società caritativa delle scuole di San Viatore; i "catechisti parrocchiali di San Viatore" vennero formalmente riconosciuti come religiosi dall'autorità ecclesiastica il 3 novembre 1831 (ritenuta convenzionalmente data di fondazione della famiglia religiosa) e i loro statuti vennero approvati dall'arcivescovo di Lione l'11 dicembre 1833.
All'insegnamento catechistico, i religiosi della società aggiunsero presto il servizio degli altari e la cura delle chiese: nel 1838 venne loro affidata la sagrestia del santuario di Nostra Signora di Fourvière.
Querbes intitolò l'istituto a san Viatore, vissuto nel IV secolo, collaboratore del vescovo Giusto, chierico lettore e istruttore dei catecumeni presso la cattedrale di Lione; motto dell'istituto è Sinite parvulos venire ad me.
La Santa Sede approvò la congregazione il 27 settembre 1838 e poi nuovamente con breve del 31 maggio 1839.

## Attività e diffusione
I Chierici di San Viatore si dedicano all'insegnamento catechistico e al servizio degli altari.
Sono presenti in Europa (Francia, Spagna), nelle Americhe (Belize, Bolivia, Canada, Cile, Colombia, Haiti, Honduras, Perù, Stati Uniti d'America), in Africa (Burkina Faso, Costa d'Avorio) e in Asia (Giappone, Taiwan); la sede generalizia è a Roma.
Al 31 dicembre 2005, la congregazione contava 100 case e 628 religiosi, 260 dei quali sacerdoti.